# Lautrec (Francia)
Lautrec è un comune francese di 1 776 abitanti situato nel dipartimento del Tarn nella regione dell'Occitania.

## Società

### Evoluzione demografica
Abitanti censiti